# ビーカー (マペット)
ビーカー（Beaker）はテレビ番組『マペット・ショー』に登場する科学者である。

## 概要
ブンゼンの助手。とても恥ずかしがり屋な性格。マペット・ショーの第202話（1978年頃）で初登場。マペット・ラボにおいてはブンゼンの科学実験で手助けをしているとき、実験失敗で助手だけがトラブルに巻き込まれることが多い。ミュージカルパフォーマーとしても活躍し、シェフとアニマルで『ダニー・ボーイ』、『ハバネラ』を歌ったりしている。ソロでは『愛のフィーリング』と『ダスト・イン・ザ・ウィンド』を歌ったことがある。
1984年、ブンゼンとビーカーはテレビアニメ『マペット・ベイビーズ』に登場。ブンゼンの声はハウイー・マンデルとデイブ・クーリエが担当し、ビーカーの声はフランク・ウェルカーが担当した。ここでは彼の可愛い姿が描かれており、科学実験はもちろんのこと、暗所恐怖症だったり、ミーミーのうたを歌ったりなど、様々な役柄が見られた。
1992年にはビーカー役を務めていたリチャード・ハントが死去し、スティーヴ・ホイットマイアが後任となった。現在はデイヴィッド・ラドマンが務めている。
2011年に公開された映画「ザ・マペッツ」では、サム、ロルフ、リンクとともに「スメルズ・ライク・ティーン・スピリッツ」をアカペラで披露。これはディズニーがマペット作品を家族向け作品と位置付けていた関係で、ビーカーが一部の楽曲に「ミーミーミーミー」と歌うという重要な役柄を持っていた。
アメリカ合衆国で行われた「Muppet Show Live」では、ケビン・クラッシュが担当した。スティーヴ・ホイットマイアはこのとき、カーミットを操演していた。「ザ・ゲーム・アワード2019」では、ラドマンがスケジュールの都合に間に合わず、ピーター・リンツが務めた。

## 日本語吹替
※太字は専属声優
| 担当声優 | 担当作品 |
| -------- | --- |
| 山田俊司 | マペット・ショー |
| 不明     | マペットの夢みるハリウッド（LD版） |
| 山寺宏一 | マペットのクリスマス・キャロル |
| 不明     | マペットの宝島 |
| 小形満   | マペットの夢みるハリウッド（Disney+版） マペット放送局 ゴンゾ宇宙に帰る マペットのメリー・クリスマス マペットのオズの魔法使い ザ・マペッツ 他多数 |